# Žhavé výstřely
Žhavé výstřely (v anglickém originále Hot Shots!) je americký komediální film z roku 1991, který natočil režisér Jim Abrahams podle scénáře, jejž napsal společně s Patem Proftem. V hlavních rolích se představili Charlie Sheen, Cary Elwes, Valeria Golino, Lloyd Bridges, Jon Cryer, Kevin Dunn, Kristy Swanson a Bill Irwin. Snímek je převážně parodií filmu Top Gun a vypráví o návratu výborného námořního pilota Toppera Harleye do služby kvůli připravované vojenské operaci.
V roce 1993 byl do kin uveden navazující snímek Žhavé výstřely 2.

## Příběh
Před 20 lety ztratil vojenský pilot Buzz Harley kontrolu nad svým letounem a katapultoval se, jeho kopilot Pošťák (v originále Mailman) Farnham však se strojem havaroval na zem. Pošťák pád přežil, ovšem kvůli větvím přilepeným na přilbě si ho lovec spletl s jelenem a zastřelil ho.
Bývalý vynikající námořní pilot Topper Harley, Buzzův syn, se probudí z noční můry, kterou o tomto starém traumatu ohledně svého otce má. Žije nyní v ústraní s indiány a nosí jejich jméno Tukachinchila (tj. „Chlupatá pacička“, v originále „Fluffy Bunny Feet“). Nadporučík Block, který za ním přijede, ho požádá o návrat do aktivní služby u amerického námořnictva kvůli chystané přísně tajné misi. Této Operaci Líná vrána (v originále Operation Sleepy Weasel) velí senilní a k nehodám náchylný admirál Benson. Topper nakonec souhlasí, ale při zmínkách o svém otci nadále má intenzivní psychické problémy. Jeho nová terapeutka Ramada Thompsonová se mu snaží v létání zabránit, ale nakonec ustoupí. Navíc se do něj začne zamilovávat. Mezitím se Topper dostane do sporu s pilotem Kentem Gregorym, Pošťákovým synem a bývalým Ramadiným přítelem, který viní Buzze Harleye ze smrti svého otce a myslí si, že Topper je jako pilot nebezpečný.
Block se tajně schází s leteckým magnátem Wilsonem, který nedávno sestrojil novou „superstíhačku“, díky níž mají mít američtí piloti navrch. Nadporučík mu prozradí, že Toppera přivedl zpět z toho důvodu, aby Líná vrána neuspěla. Block by pak ohlásil, že skutečným důvodem neúspěchu mise jsou současné letouny námořnictva a že je třeba je nahradit novými Wilsonovými stroji. Během jedné z posledních cvičných misí dojde k nehodě, při níž zemře pilot Mrtvola (v originále Dead Meat) Thompson. Druhý zúčastněný pilot, Padák (v originále Wash-Out) Pfaffenbach, je po této události kvůli špatnému zraku přesunut na pozici operátora radaru na letadlové lodi SS Essess. Block se domnívá, že tento incident stačí k tomu, aby přesvědčil námořnictvo k nákupu nových stíhaček, ale Wilson to označí jen za drobný problém a tvrdí, že letouny musí selhat v boji.
Topper si k Ramadě vytvoří silné citové pouto, ji ale pronásleduje její minulost s Gregorym. Na letadlové lodi SS Essess admirál Benson odhalí pilotům, že onou tajnou misí má být útok na jadernou elektrárnu na Blízkém východě. Block pověří Toppera vedením mise, proti čemuž Gregory protestuje. Wilson, který je také na palubě, nařídí mechanikovi, aby letouny sabotoval, čímž ohrozí životy pilotů. Uprostřed mise se Block zmíní o Buzzovi, kvůli čemuž dostane Topper panický záchvat a není schopen dál vést misi. Block ji chce přerušit, na letouny ale náhle zaútočí nepřátelské stíhačky. Všechny zbraně selžou a Block, který si uvědomí, co se stalo, prozradí Topperovi, že viděl, co se s Buzzem a Pošťákem skutečně stalo: že se Buzz snažil udělat všechno pro to, aby Pošťáka, který se zasekl v kokpitu, zachránil, ale sám nakonec vypadl z letounu a přistál na padáku.
Díky tomuto odhalení získá Topper zpět ztracené sebevědomí a sám porazí nepřátelské stíhačky a vybombarduje jadernou elektrárnu, přičemž shodí pumu přímo i na relaxujícího Saddáma Husajna. Po přistání na palubě je Wilsonův plán odhalen, čímž zbrojař ztratí své postavení u vojska. Po návratu do přístavu Gregory uzná Toppera jako skvělého pilota a dá Ramadě požehnání, aby mohla být s Topperem. Ten mezitím odletí na základu a zamíří domů k indiánům, kde už ale na něj čeká Ramada, novým indiánským jménem Wawatukeena (tj. „Horké bříško“, v originále „Little Sizzling Belly“).

## Obsazení
- Charlie Sheen (český dabing: Gustav Bubník [1993, 1996]) jako poručík Sean „Topper“ Harley / Rhett Butler / Superman
- Cary Elwes (český dabing: Zdeněk Mahdal [1993], David Vejražka [1996]) jako poručík Kent „Pirate“ Gregory
- Valeria Golino (český dabing: Dana Batulková [1993], Magdalena Reifová [1996]) jako Ramada Thompsonová / Scarlett O'Harová / Lois Laneová
- Jon Cryer (český dabing: Zdeněk Mahdal [1993], Pavel Šrom [1996]) jako poručík Jim „Padák“ Pfaffenbach (v originále „Wash Out“)
- Kevin Dunn (český dabing: Pavel Trávníček [1993], Martin Zahálka [1996]) jako nadporučík James „Eyewitness“ Block
- William O'Leary (český dabing: Martin Velda [1993], Petr Rychlý [1996]) jako mladší poručík Pete „Mrtvola“ Thompson (v originále „Dead Meat“)
- Efrem Zimbalist, Jr. (český dabing: ? [1993], ? [1996]) jako Wilson
- Kristy Swanson (český dabing: ? [1993], ? [1996]) jako mladší poručík Janet „Bio“ Kowalská
- Bruce A. Young (český dabing: Jaromír Meduna [1993], Miroslav Nohýnek [1996]) jako „Red“ Herring
- Heidi Swedberg (český dabing: ? [1993], ? [1996]) jako Mary Thompsonová
- Bill Irwin (český dabing: Pavel Trávníček [1993], Pavel Král [1996]) jako nadporučík Leland „Buzz“ Harley
- Lloyd Bridges (český dabing: Bohumil Švarc [1993, 1996]) jako kontradmirál Thomas „Tug“ Benson

## Produkce
Ačkoliv byl film realizován v době probíhající války v Zálivu, scénář k parodii na Top Gun napsal režisér Jim Abrahams společně s Patem Proftem měsíce předtím, než Saddám Husajn provedl v srpnu 1990 invazi do Kuvajtu. Podle zprávy z ledna 1990 se předpokládalo, že natáčení snímku by mělo začít na podzim 1990, k čemuž však nedošlo. V prosinci 1990 byl do role admirála Bensona obsazen George C. Scott, nicméně již v lednu 1991 jej nahradil Lloyd Bridges.
Natáčení filmu s rozpočtem 26 milionů dolarů začalo v lednu 1991 a probíhalo do dubna 1991. Štáb filmoval v Los Angeles (například na hřbitově Hollywood Forever Cemetery) a jeho okolí, kulisy paluby letadlové lodě byly postaveny v areálu uzavřeného oceanária Marineland of the Pacific ve městě Rancho Palos Verdes, na útesu na pobřeží Tichého oceánu. Natáčení se uskutečnilo také na letišti v Santa Monice a v ateliérech Occidental Studios. Některé scény byly nafilmovány také v San Diegu.
Hlavním parodovaným filmem je Top Gun (1986), jednotlivé scény však odkazují i na další filmy, jako jsou například Pilot č. 7 (1938), Only Angels Have Wings (1939), Jih proti Severu (1940), International Squadron (1941), A Yank in the R.A.F. (1941), Flying Tigers (1942), Perutě pomsty (1943), Wing and a Prayer (1944), Třicet vteřin nad Tokiem (1944), Flat Top (1952), Zvuková bariéra (1952), Ďáblové v oblacích (1955), West Side Story (1961), Milovník války (1962), Generál Patton (1970), Kmotr (1972), Maratónec (1976), Rocky (1976), Velký Santini (1980), Důstojník a džentlmen (1982), Správná posádka (1983), 9 a 1/2 týdne (1986), Biloxi Blues (1988), Bouřlivé dny (1990), Ohnivá eskadra (1990) a Tanec s vlky (1990), či také Superman (1978) a Báječní Bakerovi hoši (1989). Do Žhavých výstřelů byly zakomponovány také letecké záběry ze snímku Let vetřelce (1991).

### České znění
Vznikla dvě česká znění filmu. První z nich, určené původně pro VHS, vyrobila v roce 1993 pro Guild Home Video společnost TS Production ve studiu Interval Dabing v překladu Františka Fuky pod režijním vedením Marie Fronkové. Druhé nechala v roce 1996 vyrobit televizní stanice FilmNet ve společnosti Klondike. V překladu Zbyňka Ryby ho režíroval Mário Kubec.

## Vydání
Slavnostní premiéra filmu Žhavé výstřely proběhla 26. července 1991 v Los Angeles, do amerických kin byl snímek uveden 31. července 1991. Do dalších zemí byl distribuován až s odstupem, v Itálii jej diváci mohli zhlédnout od září 1991, ve Francii od října 1991. Teprve od listopadu a prosince 1991 byl uváděn ve více státech. V Česku měl film premiéru 27. února 1992. Jako poslední se jej dočkali diváci v Litvě, kde byl do kin uveden 3. června 1994.

## Přijetí

### Tržby
V Severní Americe, kde byl promítán v 1929 kinech, utržil snímek 69,5 milionu dolarů, v ostatních zemích dalších 111,6 milionu dolarů. Celosvětové tržby tak dosáhly 181,1 milionu dolarů. Během úvodního víkendu utržil v Severní Americe téměř 11 milionů dolarů.
V Československu byl film uveden distribuční společností Lucernafilm a s celkovou návštěvností 803 601 diváků utržil celkem 10,7 milionu korun (z toho v Česku 609 110 diváků a 8,4 milionu korun).

### Filmová kritika
Server Rotten Tomatoes udělil snímku známku 6,5/10, a to na základě vyhodnocení 28 recenzí (z toho 23 jich bylo spokojených, tj. 82 %). V konsenzuální kritice uvádí, že Žhavé výstřely zasáhly „většinu svých parodických cílů“ a že díky svým gagům a „špičkovému komediálnímu načasování Charlieho Sheena“ jsou „ztřeštěnou zábavou“. Od serveru Metacritic získal film, podle 18 recenzí, celkem 61 ze 100 bodů.

## Související díla
Díky úspěchu filmu Žhavé výstřely vznikl navazující film Žhavé výstřely 2 (1993).